# Dirt jumping
Dirt jumping, dirt – dyscyplina rowerowa, która polega na wykonywaniu skoków i różnych ewolucji w powietrzu na specjalnie przygotowanym torze z zastosowaniem rowerów BMX lub MTB. Początki dirtu sięgają lat 70. w USA. 
Rower dirtowy najczęściej nie posiada amortyzacji tylnego koła i jest hybrydą BMX i MTB. Ramy w tych rowerach są sztywne oraz bardzo wytrzymałe, zwykle w rozmiarach 12–15″, by umożliwić niektóre triki, np. Tailwhip. Rowery do skoków posiadają głównie amortyzację przedniego koła (nie dotyczy BMX) o skoku amortyzatora ok. 80–130 mm.

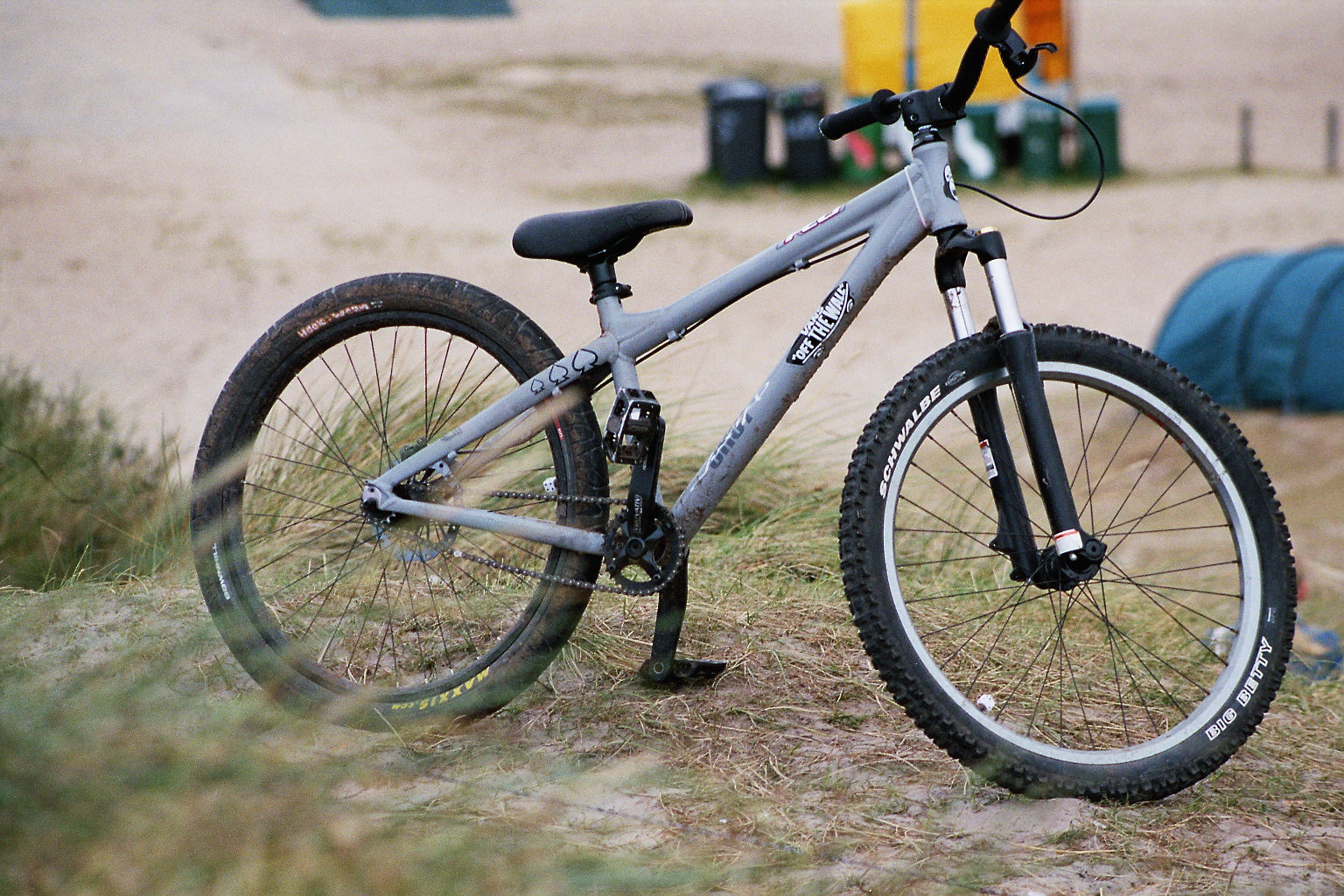
Dirt jumping - typowy rower

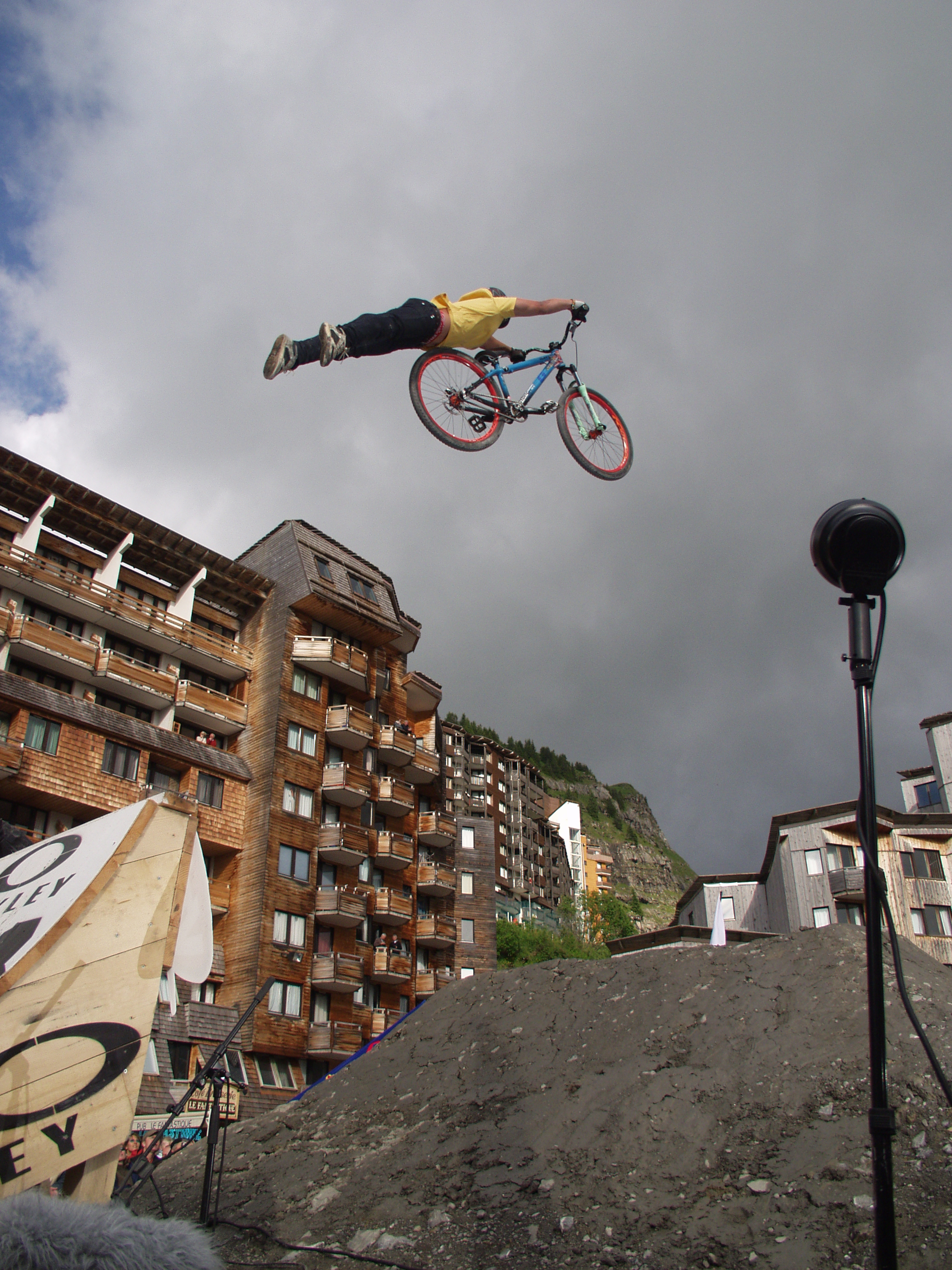
Trik Superman

## Triki
- 180°, 360°, 540° (1,5 ⋅ 360°), 720° (2 ⋅ 360°), 900° (2,5 ⋅ 360°), 1080° (3 ⋅ 360°) oraz 1440° (4 ⋅ 360°; jest to dotychczasowy rekord świata) − obrót o tyle stopni w około własnej osi
- Air Walk − początek jak No Footed Can-Can, następnie kilka kroków
- Backflip − salto z rowerem do tyłu
- Barspin − obrót kierownicy w powietrzu o 360°
- Candy Bar − Przełożenie jednej nogi nad kierownicą
- Can-Can − przełożenie jednej nogi nad ramą
- Cannonball − wygląda jak Nothing tyle, że łapiemy obiema rękoma za siodełko, nogi są uniesione do góry
- Crankflip − obrót korbą o 360°
- Decade − kiedyś zwany Opposite Tailwhip'em - polega na obróceniu się razem z kierownicą o 360°, podczas gdy rower znajduje się w poziomie
- Disco − podniesienie jednej nogi i ręki przeciwlegle
- Downside tailwhip − polega na wykonaniu połowy tailwhipa, drugie 180 stopni dokręca się trzymając za kierownice. W efekcie obracamy się o 180 stopni.
- Fast drive − pedałowanie w powietrzu
- Flair − kombo backflipa i obrotu o 180 stopni jednocześnie
- Flipwhip − kombo backflip i tailwhip
- Flip Driver − Backflip z Barspinem
- Foot Plant − odbicie się od przeszkody nogą
- Frame grab − złapanie ręką ramę
- Frontflip − salto z rowerem do przodu
- Heelkicker − przeciągnięcie nóg wokoło własnych rąk podczas trzymania kierownicy i dotknięcie się piętami
- Indian Air − lecimy w pozycji podobnej do Supermana, lecz „kładziemy się na bok” w czasie lotu i krzyżujemy nogi
- Karate No Footed Can-Can (Karate Can) − puszczenie nóg na jedną stronę, nie dotykając pedałów, przy czym jedna z nóg jest wyprostowana, a druga zgięta
- Kick Bar − kopnięcie w kierownicę
- Kiss Of Death − postawienie roweru do pionu, przyciągnięcie kierownicy do bioder i pochylenie się głową do opony
- Mulisha Twist (Barelroll) − backflip przez bark / beczka
- Nac Nac's − przełożenie jednej nogi nad tylnym kołem
- Nothing − całkowite puszczenie roweru i ponowne złapanie go
- No Footed Can-Can − wyrzucenie nóg na jedną stronę bez dotknięcia pedałów
- One Footer/No Footer − puszczenie jednej/dwóch nóg
- No Hander − puszczenie kierownicy; ręce wyrzucane są za siebie i dotykają się dłońmi za plecami
- One Side − puszczenie lewej ręki i nogi / puszczenie prawej ręki i nogi.
- One Touch − trzymanie roweru jedną ręką
- Rocket Air − położenie się na kierownicy
- Seat Grab − chwyt za siodełko
- Superman − puszczenie się pedałów i wyprostowanie się
- Tabletop − ułożenie roweru w poziomie
- Tailwhip − obrót ramy wokół kierownicy o 360°
- Tobogun − seat grab ze skrętem kierownicy o 90°
- Tire Grab − złapanie ręką za przednie koło
- Tire Tap - dotknięcie ręką przedniego koła
- Tuck (Old School) No Hander − No Hander trzymając rower kolanami udami pod kierownicą
- Turndown − skręt kierownicy o 180° i głowy jednocześnie w tę samą stronę
- Truck Driver − barspin podczas obrotu o 360°
- Tweek − whip z x-upem
- Twick − skręt kierownicy w prawo o 90 stopni w locie
- Twister - kombo backflipa i obrotu o 360 stopni
- Whip − zarzucenie tyłem roweru w powietrzu
- X-Up − obrót kierownicy o 180° z jednoczesnym skrzyżowaniem rąk
- X-Down − to samo co x-up tylko w drugą stronę do naszej „ulubionej”
- Bunny Hop – wybicie przedniego koła, a następnie tylnego, tak by rower podskoczył.
- Tabok – chwyt za ramę